# 代布日諾
代布日諾是波蘭的城鎮，位於該國西北部，距離奇武胡夫20公里，由濱海省負責管轄，面積7.52平方公里，海拔高度162米，人口5,377人（2008年）。
53°32′N 17°14′E / 53.533°N 17.233°E